# Diestrammena tonkinensis
Diestrammena tonkinensis är en insektsart som först beskrevs av Lucien Chopard 1929.  Diestrammena tonkinensis ingår i släktet Diestrammena och familjen grottvårtbitare. Inga underarter finns listade i Catalogue of Life.